# Attentat de Dellys
Pour les articles homonymes, voir Dellys.
L'attentat de Dellys est un attentat terroriste perpétré par Al-Qaïda au Maghreb islamique le 8 septembre 2007 à Dellys en Algérie.

## Déroulement
Le 8 septembre 2007, à Dellys, Nabil Belkacemi, un kamikaze âgés de 15 ans, conduit un camion bourré d’explosifs devant la caserne des garde-côtes de Dellys. L'explosion souffle le bâtiment de la Marine nationale algérienne et fait 34 morts et 60 blessés, dont des militaires et des civils. Quelques heures plus tard, l'attentat est revendiqué par Al-Qaïda au Maghreb islamique,,,,.